# IP-Core
IP- Core to skrót z angielskiego (Intellectual Property) określający układy scalone, które zostały zaprojektowane i mogą być implementowane w różnych technologiach. Organizacja, która tworzy rdzenie IP-Core, sprzedaje jedynie prawa własności intelektualnej do projektu procesora. Technologia wytwarzania procesorów z rdzeniem IP- Core zależy od producenta układów scalonych. Przykładem firmy, która tworzy procesory z rdzeniem IP to firma ARM Ltd.